# Équipe de Tchéquie féminine de football
Cet article traite de l'équipe féminine. Pour l'équipe masculine, voir Équipe de Tchéquie de football.
Maillots
Actualités
L'équipe de Tchéquie féminine de football représente la Tchéquie dans le football féminin international. La sélection nationale dépend de la Fédération de République tchèque de football et est entraînée par Karel Rada. L'équipe tchèque ne s'est jamais qualifiée pour aucune grande compétition internationale. Elle succède notamment à l'équipe de Tchécoslovaquie féminine de football, qui dispute 28 rencontres entre 1986 et 1992 sans parvenir à se qualifier pour une phase finale de championnat d'Europe ou du monde.

## Historique

### En Coupe du monde
La sélection tchèque participe aux éliminatoires des Coupes du monde 1995 à 2011 mais ne parvient à se qualifier pour aucune phase finale.
Après deux matchs amicaux contre la Slovaquie en juin 1993 remportés 6-0 et 3-1, l'équipe féminine de la Tchéquie dispute ses premiers matchs officiels lors des qualifications pour la Coupe du monde 1995. Les sélections européennes sont réparties en trois groupes de trois et cinq groupes de quatre. Les premiers de groupe se rencontrent ensuite en match de barrage pour désigner les qualifiés pour la phase finale. La Tchéquie est éliminée sans remporter la moindre victoire dans son groupe et en encaissant la plus lourde défaite de toute son histoire 9-0 contre la Norvège.
Pour la Coupe du monde 1999, les équipes européennes sont groupées en deux niveaux. Les 16 meilleures sélections sont réparties dans quatre groupes de classe A et se disputent six places qualificatives pour la Coupe du monde. La Tchéquie se retrouve en classe B dans un groupe de quatre équipes, le premier ayant le droit de disputer un match de barrage contre une sélection de classe A pour passer en classe A. La Tchéquie gagne quatre rencontres sur six et termine deuxième du groupe 5 de classe B derrière l'Écosse.
La Tchéquie fait partie de la classe A pour les qualifications de la Coupe du monde 2003. Dans le groupe 1, elle encaisse six défaites en autant de rencontres face à la Norvège, la France et l'Ukraine et prend la dernière place du groupe.
Lors des éliminatoires de la Coupe du monde féminine de football 2007, la Tchéquie est dans le groupe 2 dont seul le vainqueur est qualifié. La sélection tchèque termine deuxième sur cinq équipes. Elle ne s'incline que contre la Suède qui se qualifie pour la phase finale.
Les données ne changent pour les éliminatoires de la Coupe du monde féminine de football 2011. La sélection tchèque se retrouve en effet dans le groupe de la Suède et se classe à nouveau deuxième du groupe. La Suède remporte à nouveau la première place est se qualifie pour la Coupe du monde.

### Statistiques

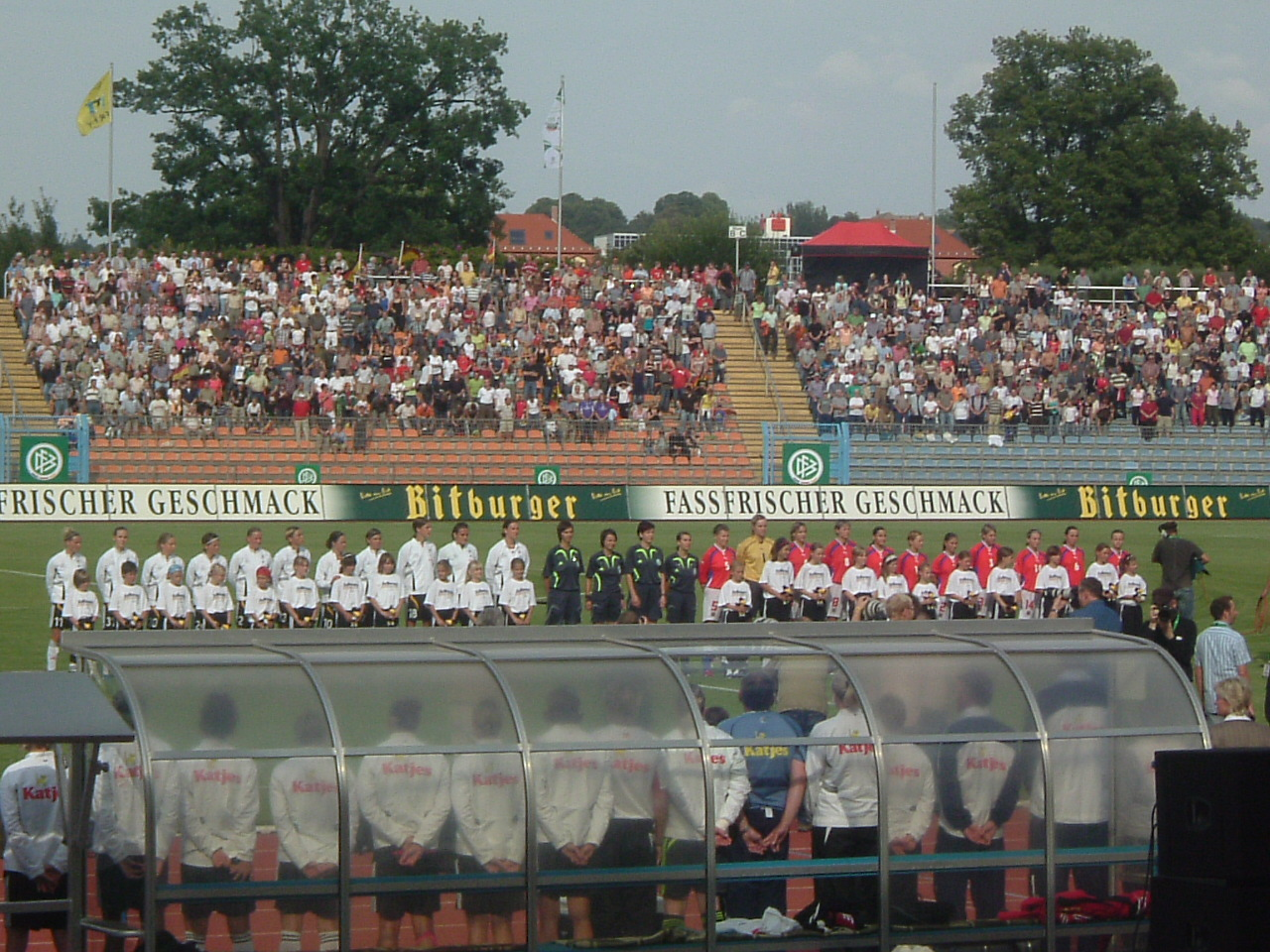
Défaite 5-0 contre l'Allemagne à Gera le 2 août 2007 en football

Au 1er septembre 2010, la sélection de Tchéquie totalise 99 matchs joués. Elle remporte 47 rencontres, soit près de la moitié des matchs, pour 16 matchs nuls et 36 défaites. La différence de buts globale est positive avec 245 buts marqués et 165 encaissés.
À cette date, l'adversaire le plus rencontré est la Slovaquie. Les deux sélections jouent à neuf reprises l'une contre l'autre. La Tchéquie offre un bilan positif de quatre victoires, quatre matchs nuls et une défaite, avec 24 buts marqués et 8 encaissés.

#### Classement FIFA
| Année              | 2003 | 2004 | 2005 | 2006 | 2007 | 2008 | 2009 | 2010 | 2011 | 2012 | 2013 | 2014 | 2015 | 2016 | 2017 | 2018 | 2019 | 2020 | 2021 | 2022 | 2023 | 2024 |
| ------------------ | ---- | ---- | ---- | ---- | ---- | ---- | ---- | ---- | ---- | ---- | ---- | ---- | ---- | ---- | ---- | ---- | ---- | ---- | ---- | ---- | ---- | ---- |
| Classement mondial | 22   | 22   | 21   | 19   | 19   | 21   | 25   | 25   | 26   | 25   | 26   | 30   | 33   | 33   | 34   | 31   | 28   | 27   | 24   | 28   | 28   | 29   |

## Personnalités

### Sélectionneurs
La sélection est actuellement entraînée par Jitka Klimková.

### Joueuses
Au 1er septembre 2010, la joueuse possédant le plus de capes en équipe nationale est Eva Šmeralová avec 71 sélections sur un total de 99 matchs disputés par l'équipe. Elle est suivie de Gabriela Chlumecká et Zuzana Pincová avec 66 et 63 sélections. Ces trois joueuses font partie de la sélection depuis la première rencontre en 1993 et prennent leur retraite internationale en 2007 et 2008.
À cette date, la meilleure buteuse de la sélection Gabriela Chlumecká. Elle marque 52 buts en 66 matchs de 1993 à 2007, soit un but inscrit toutes les 103 minutes. Suivent ensuite les joueuses Pavlína Ščasná et Iveta Dudová qui totalisent respectivement 24 et 19 buts.

### Liste des matchs
Le tableau suivant recense les rencontres de l'équipe de Tchéquie,. Le nombre de buts marqués par la Tchéquie est indiqué en premier dans la colonne Score.
| Match | Date              | Adversaire           | Score | Compétition                                     |
| ----- | ----------------- | -------------------- | ----- | ----------------------------------------------- |
| 1     | 21 juin 1993      | Slovaquie            | 6-0   | Amical                                          |
| 2     | 22 juin 1993      | Slovaquie            | 3-1   | Amical                                          |
| 3     | 4 septembre 1993  | Norvège              | 1-6   | Qualification pour la Coupe du monde 1995       |
| 4     | 23 avril 1994     | Finlande             | 0-0   | Qualification pour la Coupe du monde 1995       |
| 5     | 14 mai 1994       | Hongrie              | 0-0   | Qualification pour la Coupe du monde 1995       |
| 6     | 19 juin 1994      | Finlande             | 0-4   | Qualification pour la Coupe du monde 1995       |
| 7     | 10 septembre 1994 | Hongrie              | 4-4   | Qualification pour la Coupe du monde 1995       |
| 8     | 24 septembre 1994 | Norvège              | 0-9   | Qualification pour la Coupe du monde 1995       |
| 9     | 3 octobre 1994    | Autriche             | 3-3   | Amical                                          |
| 10    | 7 mai 1995        | Hongrie              | 2-3   | Amical                                          |
| 11    | 17 septembre 1995 | Estonie              | 11-0  | Qualification pour le Championnat d'Europe 1997 |
| 12    | 7 octobre 1995    | Biélorussie          | 1-0   | Qualification pour le Championnat d'Europe 1997 |
| 13    | 29 mars 1996      | Allemagne            | 2-7   | Amical                                          |
| 14    | 7 mai 1996        | Slovaquie            | 3-0   | Amical                                          |
| 15    | 25 mai 1996       | Estonie              | 7-0   | Qualification pour le Championnat d'Europe 1997 |
| 16    | 8 juin 1996       | Pologne              | 1-0   | Qualification pour le Championnat d'Europe 1997 |
| 17    | 29 juin 1996      | Biélorussie          | 5-2   | Qualification pour le Championnat d'Europe 1997 |
| 18    | 25 août 1996      | Pologne              | 6-2   | Qualification pour le Championnat d'Europe 1997 |
| 19    | 8 septembre 1996  | Pays-Bas             | 1-2   | Qualification pour le Championnat d'Europe 1997 |
| 20    | 28 septembre 1996 | Pays-Bas             | 0-1   | Qualification pour le Championnat d'Europe 1997 |
| 21    | 26 mars 1997      | Allemagne            | 3-3   | Amical                                          |
| 22    | 7 mai 1997        | Slovaquie            | 1-2   | Amical                                          |
| 23    | 20 août 1997      | Estonie              | 6-0   | Qualification pour la Coupe du monde 1999       |
| 24    | 8 octobre 1997    | Estonie              | 8-0   | Qualification pour la Coupe du monde 1999       |
| 25    | 10 octobre 1997   | Lituanie             | 12-0  | Qualification pour la Coupe du monde 1999       |
| 26    | 25 avril 1998     | Écosse               | 1-1   | Qualification pour la Coupe du monde 1999       |
| 27    | 16 mai 1998       | Lituanie             | 9-0   | Qualification pour la Coupe du monde 1999       |
| 28    | 23 mai 1998       | Écosse               | 1-1   | Qualification pour la Coupe du monde 1999       |
| 29    | 25 avril 1999     | Autriche             | 5-0   | Amical                                          |
| 30    | 15 août 1999      | Slovaquie            | 6-0   | Amical                                          |
| 31    | 17 octobre 1999   | République d'Irlande | 1-1   | Qualification pour le Championnat d'Europe 2001 |
| 32    | 14 novembre 1999  | Écosse               | 1-2   | Qualification pour le Championnat d'Europe 2001 |
| 33    | 7 janvier 2000    | États-Unis           | 1-8   | Tournoi amical                                  |
| 34    | 10 janvier 2000   | Australie            | 0-3   | Tournoi amical                                  |
| 35    | 13 janvier 2000   | Suède                | 0-2   | Tournoi amical                                  |
| 36    | 27 mai 2000       | République d'Irlande | 4-0   | Qualification pour le Championnat d'Europe 2001 |
| 37    | 17 juin 2000      | Croatie              | 2-1   | Qualification pour le Championnat d'Europe 2001 |
| 38    | 1er juillet 2000  | Croatie              | 5-0   | Qualification pour le Championnat d'Europe 2001 |
| 39    | 26 août 2000      | Écosse               | 5-1   | Qualification pour le Championnat d'Europe 2001 |
| 40    | 14 octobre 2000   | Yougoslavie          | 1-0   | Qualification pour le Championnat d'Europe 2001 |
| 41    | 19 novembre 2000  | Yougoslavie          | 3-2   | Qualification pour le Championnat d'Europe 2001 |
| 42    | 10 mars 2001      | Grèce                | 5-1   | Amical                                          |
| 43    | 14 juin 2001      | Pays-Bas             | 2-0   | Amical                                          |
| 44    | 25 août 2001      | Ukraine              | 1-4   | Qualification pour la Coupe du monde 2003       |
| 45    | 11 septembre 2001 | Norvège              | 0-5   | Qualification pour la Coupe du monde 2003       |
| 46    | 17 novembre 2001  | France               | 1-2   | Qualification pour la Coupe du monde 2003       |
| 47    | 24 mars 2002      | Norvège              | 1-5   | Qualification pour la Coupe du monde 2003       |
| 48    | 20 avril 2002     | France               | 1-4   | Qualification pour la Coupe du monde 2003       |
| 49    | 26 mai 2002       | Ukraine              | 2-3   | Qualification pour la Coupe du monde 2003       |
| 50    | 19 avril 2003     | Finlande             | 2-1   | Amical                                          |
| 51    | 8 juin 2003       | Ukraine              | 1-1   | Qualification pour le Championnat d'Europe 2005 |
| 52    | 8 août 2003       | Slovaquie            | 2-2   | Amical                                          |
| 53    | 9 août 2003       | Slovaquie            | 2-2   | Amical                                          |
| 54    | 29 août 2003      | Allemagne            | 0-4   | Qualification pour le Championnat d'Europe 2005 |
| 55    | 22 octobre 2003   | Écosse               | 2-0   | Qualification pour le Championnat d'Europe 2005 |
| 56    | 6 décembre 2003   | Portugal             | 1-0   | Qualification pour le Championnat d'Europe 2005 |
| 57    | 7 mars 2004       | Chine                | 0-1   | Amical                                          |
| 58    | 20 avril 2004     | Italie               | 5-1   | Amical                                          |
| 59    | 9 mai 2004        | Portugal             | 5-1   | Qualification pour le Championnat d'Europe 2005 |
| 60    | 5 juin 2004       | Ukraine              | 4-1   | Qualification pour le Championnat d'Europe 2005 |
| 61    | 31 juillet 2004   | Slovénie             | 2-0   | Amical                                          |
| 62    | 5 septembre 2004  | Écosse               | 2-3   | Qualification pour le Championnat d'Europe 2005 |
| 63    | 25 septembre 2004 | Allemagne            | 0-5   | Qualification pour le Championnat d'Europe 2005 |
| 64    | 13 novembre 2004  | Italie               | 1-2   | Qualification pour le Championnat d'Europe 2005 |
| 65    | 27 novembre 2004  | Italie               | 0-3   | Qualification pour le Championnat d'Europe 2005 |
| 66    | 2 février 2005    | Russie               | 1-3   | Tournoi amical                                  |
| 67    | 4 février 2005    | Roumanie             | 4-0   | Tournoi amical                                  |
| 68    | 6 février 2005    | Émirats arabes unis  | 5-0   | Tournoi amical                                  |
| 69    | 26 mai 2005       | Angleterre           | 1-4   | Amical                                          |
| 70    | 27 août 2005      | Biélorussie          | 1-1   | Qualification pour la Coupe du monde 2007       |
| 71    | 24 septembre 2005 | Islande              | 1-0   | Qualification pour la Coupe du monde 2007       |
| 72    | 5 novembre 2005   | Portugal             | 3-0   | Qualification pour la Coupe du monde 2007       |
| 73    | 8 avril 2006      | Slovénie             | 2-1   | Amical                                          |
| 74    | 22 avril 2006     | Suède                | 2-3   | Qualification pour la Coupe du monde 2007       |
| 75    | 4 juin 2006       | Portugal             | 6-0   | Qualification pour la Coupe du monde 2007       |
| 76    | 19 août 2006      | Islande              | 4-2   | Qualification pour la Coupe du monde 2007       |
| 77    | 27 août 2006      | Biélorussie          | 3-0   | Qualification pour la Coupe du monde 2007       |
| 78    | 24 septembre 2006 | Suède                | 0-2   | Qualification pour la Coupe du monde 2007       |
| 79    | 7 avril 2007      | Suisse               | 3-0   | Amical                                          |
| 80    | 6 mai 2007        | Danemark             | 1-4   | Amical                                          |
| 81    | 26 mai 2007       | Irlande du Nord      | 3-1   | Qualification pour le Championnat d'Europe 2009 |
| 82    | 2 août 2007       | Allemagne            | 0-5   | Amical                                          |
| 83    | 26 août 2007      | Biélorussie          | 4-1   | Qualification pour le Championnat d'Europe 2009 |
| 84    | 27 octobre 2007   | Espagne              | 2-2   | Qualification pour le Championnat d'Europe 2009 |
| 88    | 26 juin 2008      | Biélorussie          | 3-1   | Qualification pour le Championnat d'Europe 2009 |
| 90    | 25 octobre 2008   | Italie               | 0-1   | Qualification pour le Championnat d'Europe 2009 |
| 91    | 29 octobre 2008   | Italie               | 1-2   | Qualification pour le Championnat d'Europe 2009 |
| 92    | 20 mars 2009      | Slovaquie            | 0-0   | Amical                                          |
| 93    | 22 mars 2009      | Slovaquie            | 1-1   | Amical                                          |
| 94    | 29 mai 2009       | Pologne              | 2-1   | Amical                                          |
| 95    | 31 mai 2009       | Pologne              | 0-2   | Amical                                          |
| 96    | 23 septembre 2009 | Pays de Galles       | 0-2   | Qualification pour la Coupe du monde 2011       |
| 97    | 25 octobre 2009   | Pays de Galles       | 2-1   | Qualification pour la Coupe du monde 2011       |
| 98    | 26 novembre 2009  | Belgique             | 1-2   | Qualification pour la Coupe du monde 2011       |
| 99    | 27 mars 2010      | Azerbaïdjan          | 5-0   | Qualification pour la Coupe du monde 2011       |
| 100   | 1er avril 2010    | Belgique             | 3-0   | Qualification pour la Coupe du monde 2011       |
| 101   | 16 juin 2010      | Suède                | 0-0   | Qualification pour la Coupe du monde 2011       |
| 102   | 21 août 2010      | Suède                | 0-1   | Qualification pour la Coupe du monde 2011       |
| 103   | 25 août 2010      | Azerbaïdjan          | 8-0   | Qualification pour la Coupe du monde 2011       |